# Halldórr ókristni
Halldórr ókristni (« Halldórr le non chrétien » en vieux norrois) est un scalde islandais du XIe siècle. Il fut notamment l'un des poètes de la cour du jarl norvégien Éric Håkonsson. 
Certains de ses vers font partie des sagas royales notamment de celle du roi « Olaf fils de Tryggvi »  incluant une citation de la strophe VII de l'Eiríksflokkr qui contient  un témoignage sur la bataille de Svolder.